# Magnetostriktion

Magnetostriction

Magnetostriktion är en egenskap hos ferromagnetiska material som ger upphov till en dimensionsförändring då materialet utsätts för ett varierande magnetfält. Effekten identifierades 1842 av James Joule då han studerade ett materialprov av nickel.
Effekten är känd för att ge upphov till transformatorers karakteristiska brummande. Det uppkommer längdförändringar i kärnplåten på grund av det magnetiska flödets variation. Frekvensen hos längdförändringarna och därigenom även frekvensen hos brummandet beror på transformatorns arbetsfrekvens.